# Naturschutzgebiet Isarauen zwischen Hangenham und Moosburg
Das Naturschutzgebiet Isarauen zwischen Hangenham und Moosburg befindet sich fast ausschließlich im Landkreis Freising (ein ganz kleiner Teil im Landkreis Erding), überwiegend auf dem Gebiet der Gemeinde Langenbach und der Stadt Moosburg an der Isar. Es hat eine Größe von 628,09 Hektar und ist unter NSG-00246.01 eingetragen. Das Gebiet ist gleichzeitig Landschaftsschutzgebiet und Bestandteil des Europäischen Schutzgebietes Natura 2000.

## Geographie
Im Bereich dieses Naturschutzgebietes mündet bei Oberhummel die Moosach in die Isar, ferner münden hier auch die Goldach, die Dorfen und der Sempt-Flutkanal in die Isar. Die Auenlandschaft weist ein Steilufer bei Hangenham auf und ist gekennzeichnet durch zahlreiche Bachläufe. Das Naturschutzgebiet ist Teil des Naturwaldes Auwälder an der mittleren Isar.

## Umwelt
Das Schutzgebiet bietet Lebensraum für eine Vielzahl von bedrohten Pflanzen- und Tierarten, wie den Biber, welcher hier wieder heimisch geworden ist.
In den ersten Jahrzehnten des 20. Jahrhunderts wurde die Isar im Bereich "Mittlere Isar", zwischen dem Oberföhringer Wehr (an der Münchner Stadtgrenze) und bis über Moosburg hinaus, begradigt und in ein gleichförmiges Bett gezwängt. Seit dem Bau des Mittleren-Isar-Kanals 1924/28 wurde die Wassermenge im Fluss selbst bis auf eine kleine Restwassermenge drastisch reduziert. In der Folge grub sich das Flussbett immer tiefer ein; seit 2001 ist die Wassermenge wieder auf 11–21 Kubikmeter pro Sekunde erhöht.
Trotz dieser massiven Eingriffe hat sich zwischen München und Landshut ein weitgehend geschlossener Auwald erhalten. Es gibt Maßnahmen zum vorbeugenden Hochwasserschutz (wie zusätzliche Rückhalteflächen) und zur Gewässerentwicklung, um die Auwälder und Lebensräume zu erhalten bzw. wiederherzustellen. In der Rosenau (bei Moosburg) wurde der Deich bereits zurückverlegt; weitere Maßnahmen sind in Planung.